# Вилмот (Охајо)
Вилмот (енгл. Wilmot) град је у америчкој савезној држави Охајо.

## Демографија
По попису из 2010. године број становника је 304, што је 31 (-9,3%) становника мање него 2000. године.
| Група             | 2000.       | 2010.       |
| Белци             | 332 (99,1%) | 298 (98,0%) |
| Афроамериканци    | 0 (0,0%)    | 1 (0,3%)    |
| Азијати           | 1 (0,3%)    | 1 (0,3%)    |
| Хиспаноамериканци | 0 (0,0%)    | 1 (0,3%)    |
| Укупно            | 335         | 304         |